# Automeris titania
Automeris titania är en fjärilsart som beskrevs av Felder 1874. Automeris titania ingår i släktet Automeris och familjen påfågelsspinnare. Inga underarter finns listade i Catalogue of Life.